# Jarvis Jones
Jarvis Jones (Richland, 13 ottobre 1989) è un giocatore di football americano statunitense che gioca nel ruolo di outside linebacker per i Pittsburgh Steelers della National Football League (NFL). Fu scelto nel corso del primo giro (17º assoluto) del Draft NFL 2013 dagli Steelers. Al college giocò a football all’Università della Georgia venendo nominato unanimemente All-American.

## Carriera universitaria
Jones frequentò la University of Southern California nella sua stagione da freshman nel 2009, durante la quale fu visto in azione come membro degli special team e come linebacker di riserva. Nelle prime otto gare mise a segno 13 tackle. Durante una partita contro gli Oregon Ducks, Jones subì un infortunio al collo. Successivamente gli venne diagnosticata una stenosi spinale e lo staff medico di USC gli negò il permesso di giocare con la squadra. Jones passò così ai Georgia Bulldogs e, dopo essere rimasto inattivo nella stagione 2010 per le regole NCAA sui trasferimenti, nelle stagioni 2011 e 2012 si impose come uno dei migliori linebacker della nazione a livello universitario, venendo premiato in entrambi gli anni unanimemente come All-American e come difensore dell'anno della Southeastern Conference nel 2012.

## Carriera professionistica

### Pittsburgh Steelers
Il 25 aprile, Jones fu scelto dai Pittsburgh Steelers come 17º assoluto del Draft NFL 2013. Il 5 giugno firmò un contratto quadriennale con la franchigia. Debuttò come professionista nella settimana 1 contro i Tennessee Titans mettendo a segno due tackle. La settimana successiva contro i Cincinnati Bengals guidò per la prima volta la sua squadra con 6 tackle. Il primo sack in carriera lo fece registrare nella settimana 10 su EJ Manuel dei Buffalo Bills. La sua stagione da rookie terminò con 40 tackle e un sack in 14 presenze, 8 delle quali come titolare.
Nella prima gara della stagione 2014 contro i Cleveland Browns, Jones mise a segno un sack su Brian Hoyer. Due settimane dopo, contro i Carolina Panthers il 21 settembre si infortunò ad un polso dopo avere forzato un fumble su Cam Newton venendo costretto ad abbandonare la gara. Tale problema richiese un intervento chirurgico che lo tenne fuori dai campi di gioco fino al 14º turno. La sua seconda annata si chiuse così con 7 presenze, 18 tackle e 2 sack.
Nel primo turno di playoff 2015-2016 in casa dei Bengals, Jones mise a segno un sack su A.J. McCarron e forzò un fumble nella vittoria per 18-16.

## Statistiche
| Partite totali      | 21  |
| Partite da titolare | 11  |
| Tackle              | 58  |
| Sack                | 3,0 |
| Intercetti          | 0   |
| Fumble forzati      | 1   |

Statistiche aggiornate alla stagione 2014